# کاکایی‌سانیان
کاکایی‌سانیان (نام علمی: Lari) نام یک زیرراسته از راسته سلیم‌سانان است.